# Market Shop
Market Shop är en parishhuvudort i Saint Kitts och Nevis. Den ligger i parishen Saint George Gingerland, i den sydöstra delen av landet, 26 km sydost om huvudstaden Basseterre. Market Shop ligger 80 meter över havet och antalet invånare är 2 568. Den ligger på ön Nevis.